# Suicídio assistido

Legalidade do suicídio assistido no mundo:
Suicídio assistido legal.
Legal por decisão judicial, mas não legislado ou regulamentado.
Suicídio assistido ilegal.

Suicídio assistido é aquele realizado com a ajuda de outra pessoa, que às vezes é um médico. O termo é muitas vezes usado como sinónimo de suicídio medicamente assistido, que é o suicídio praticado com a ajuda de um médico que, de forma intencional, disponibiliza à pessoa as informações ou os meios necessários para cometer suicídio, incluindo aconselhamento sobre doses letais de fármacos e prescrição ou fornecimento desses fármacos.
O suicídio medicamente assistido é muitas vezes confundido com eutanásia. No entanto, na eutanásia quem administra o meio pela qual se dá a morte - geralmente, uma dose letal de um fármaco - é o médico, enquanto que, no suicídio medicamente assistido, é o próprio paciente quem se autoadministra a substância. No suicídio medicamente assistido é obrigatório que a pessoa tenha plena posse das suas capacidades mentais. Ela deve, voluntariamente, expressar o desejo de morrer e requisitar a dose necessária do medicamento capaz de provocar a sua morte.
O suicídio medicamente assistido é legal na Holanda, Bélgica, Luxemburgo, Canadá, Suíça, Colômbia, Alemanha e em sete norte-americanos. Geralmente é necessário que a pessoa seja um doente terminal, com um prognóstico de seis meses ou menos de vida, para que ela possa requisitar e autoministrar-se uma dose letal do fármaco.
Na Austrália, o procedimento é denominado Morte Assistida Voluntária (VAD na sigla em inglês) e é permitido por lei em todos os estados e no Território da Capital Australiana, ACT. Apenas no Território do Norte o procedimento ainda é ilegal.